# Цепин
Цепин је део стандардне планинарске опреме. Служи пре свега за то да се планинар заустави у случају да се оклизне, али има и друге примене, као што је копање рупа у леду.
Цепин се састоји од дршке и главе. Дршка има шиљак на дну, прстен са гуртном, као и гуму (цепин на слици нема такву гуму) која служи пре свега као термоизолација. Глава има два дела, а то су рог и лопатица. Глава је углавном челична. 
Дужина цепина се одређује према висини планинара. Највећа препоручена дужина цепина је она код које, када планинар држи цепин у руци (за главу цепина), дно дршке цепина додирује подлогу. 
Постоје планинарски цепини (као овај на слици) и алпинистички цепини. Алпинистички цепини су краћи, а најчешће су дужине од око 50 центиметара. 
Слична цепину је и бајла. Разлика је у томе што, уместо лопатице, бајла има чекић. Овај чекић служи за укуцавање клинова.